# Ostreola equestris
Ostreola equestris är en musselart som först beskrevs av Thomas Say 1834.  Ostreola equestris ingår i släktet Ostreola och familjen ostron. Inga underarter finns listade i Catalogue of Life.